# Яворский, Михаил Владимирович
Михаил Владимирович Яворский (укр. Михайло Володимирович Яворський, позывной — Чикаго; 19 сентября 1980, Коломыя — 25 мая 2023, Диброва) — украинский военнослужащий, старший солдат, участник российско-украинской войны. Герой Украины (2024, посмертно).

## Биография
Михаил Яворский родился в городе Коломыя Ивано-Франковской области. В 1996 году, в возрасте 16 лет, вместе с семьёй эмигрировал в США. Окончил школу в Чикаго, после чего четыре года служил в армии США. Получил высшее образование в Университете Иллинойса в Урбана-Шампейн по специальности инженер-электронщик. Работал в компаниях Avanade Inc и XPO Logistics. Был женат, воспитывал дочь Соломию.
После начала полномасштабного российского вторжения в Украину в феврале 2022 года вернулся на родину и добровольно вступил в ряды Вооружённых сил Украины. Служил стрелком в составе 67-й отдельной механизированной бригады. Участвовал в боях за Херсон, Бахмут, Лиман, Кременную и другие населённые пункты.
Погиб 25 мая 2023 года в районе Серебрянского лесничества возле города Кременная Луганской области. Во время выполнения боевого задания спасал раненых товарищей: двоих эвакуировал в безопасное место, а при попытке спасти третьего был смертельно ранен снарядом.
Похоронен на украинском кладбище Святого Николая в Чикаго.

## Награды
- Звание «Герой Украины» с удостоением ордена «Золотая Звезда» (6 мая 2024, посмертно) — за личное мужество и героизм, проявленные в защите государственного суверенитета и территориальной целостности Украины, верность военной присяге[3].